# Solna Chiefs
Solna Chiefs är ett svenskt lag i amerikansk fotboll som bildades 1991 som en sektion till ishockeylaget Solna HC. Laget spelade sin första säsong 1992 och blev svenska mästare 1995 efter att de hade besegrat Limhamn Griffins med 22-0. Laget blev även svenska mästare 2005 i U16. 
Klubben har sina rötter i det 1988 grundade Haninge Chiefs som hade Rudan som hemmaplan. 1991 flyttade laget till Solna och 1994 genomfördes en sammanslagning med Stockholm City Wildcats. 

## Nedgång och Revansch
Åren efter guldsäsongen 1995 har av spelare och ledare beskrivits som en "SM-Guld bakfylla", 1996 slutade laget näst sist i Superserien och valde då att flytta ner en division till 1997. Det gick inte bättre i division 1 då de bara vann en match på hela säsongen och flyttades således ner till division 2 inför 1998. 
1998 började vändningen, Solna förlorade endast en match under grundserien men fick se sig snuvade på uppflyttningsplatsen då de förlorade mot Norrköping Panthers i kvalet. 1999 Började skakigt med förlust mot Telge Truckers med  22-21, därefter vann de två raka matcher mot KTH Osquars och nu väntade en avgörande match mot Telge Truckers om kvalplatsen till division 1. Solna var tvungna att vinna med minst två poäng för att säkra kvalplatsen. Med några sekunder kvar leder Solna med 20-14 när Telge spelaren Yerko Jorquera får ett jätteläge att springa in en touchdown. Lyckligtvis, i Solnaögon, får cornerbacken Christopher "Lillebror" Stamblewski stopp på honom endast ett par decimeter från mållinjen och Solna går till kvalspel. Där väntade Luleå Eskimos och Katrineholm Stallions. Lagen vann varsin match men Solna hade bäst poängskillnad med +7 mot -3 och -4. 
2000 slutade Solna på en tredje plats i division 1 östra.
2001 vann Solna division 1 östra framför KTH Osquars och Täby Flyers. De vann första kvalmatchen mot Ystad Rockets med 34-0 men förlorade snöpligt mot Limhamn Griffins i andra kvalomgången med 0-30, men då Örebro Black Knights så sent som i januari 2002 hoppade av Superserien erbjöds Solna den platsen och de var tillbaka i finrummet!

## Idag
Idag finns Solna Chiefs kvar endast som juniorförening, då de inför säsongen 2006 slogs ihop med Täby Flyers i de äldre åldersgrupperna och bildade STU Northside Bulls. 

## Meriter
- Seniorer:
  - 1:a div 3 1992
  - 1:a div 2 1993
  - SM-Guld 1995
  - 1:a Div 1 2001
  - 1:a Division 2 Stockholm 1999
  - 1:a Division 2 Stockholm 1998
- U16:
  - SM-Guld 2005
  - Guld-Dukes Tourney 2004
  - SM-Silver 1995

- U15:
  - SM-Silver 2009

- U13
  - Guld-Dukes Tourney 2003